# Dvärgklocka
Dvärgklocka (Campanula cochleariifolia) är en klockväxtart som beskrevs av Jean-Baptiste de Lamarck. Enligt Catalogue of Life ingår Dvärgklocka i släktet blåklockor och familjen klockväxter, men enligt Dyntaxa är tillhörigheten istället släktet blåklockor och familjen klockväxter. Arten har ej påträffats i Sverige. Inga underarter finns listade i Catalogue of Life.

## Bildgalleri

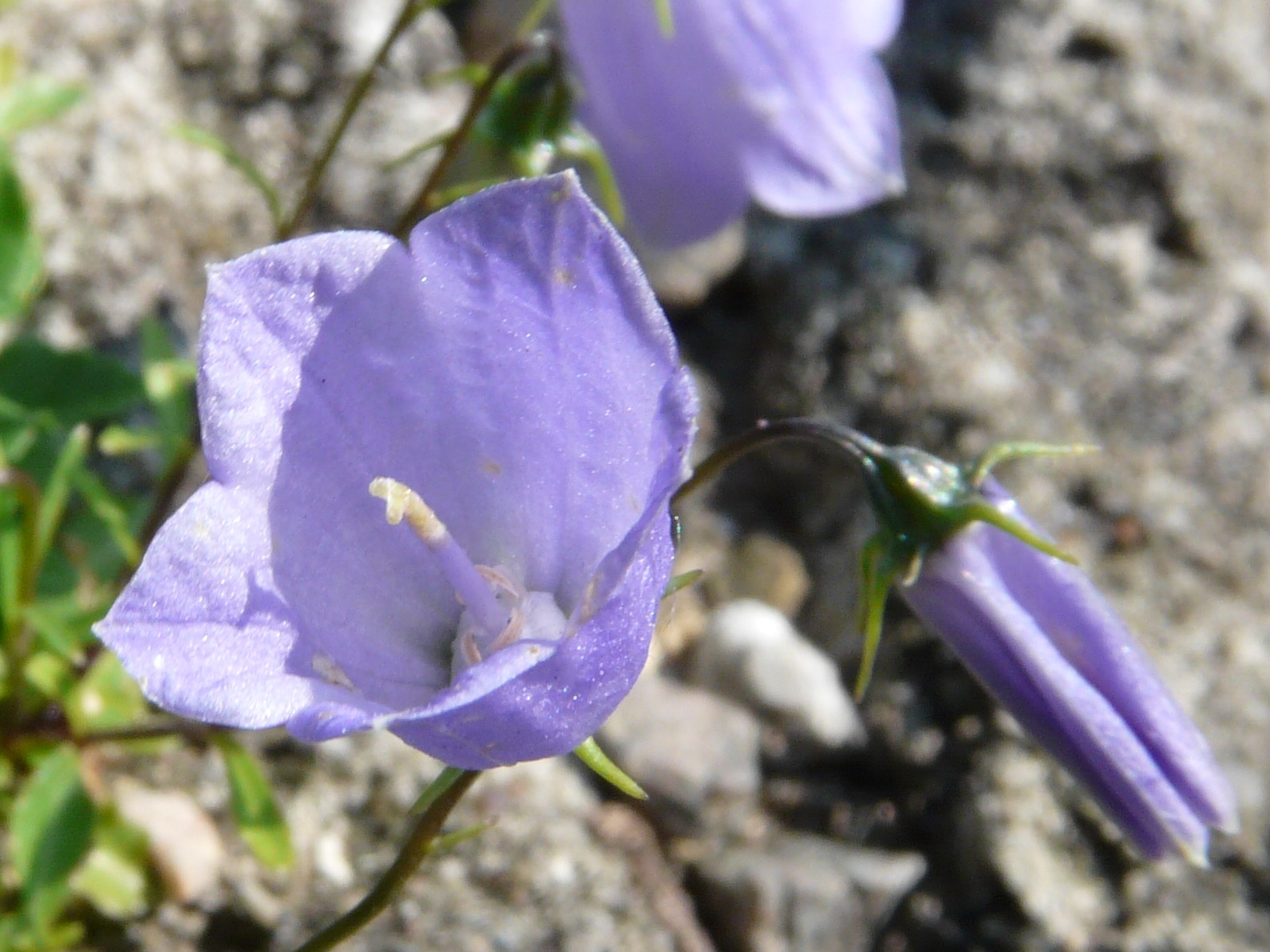
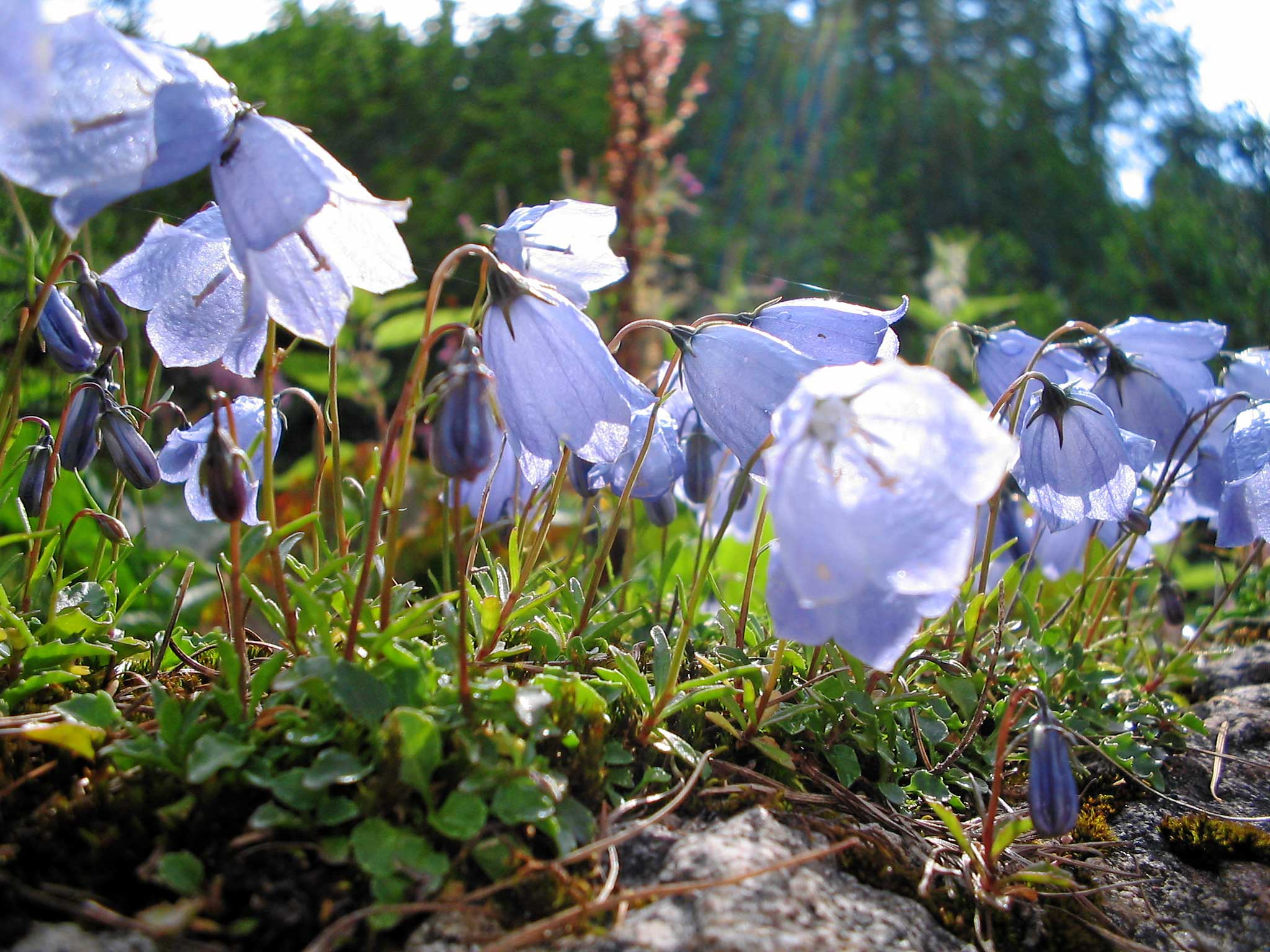
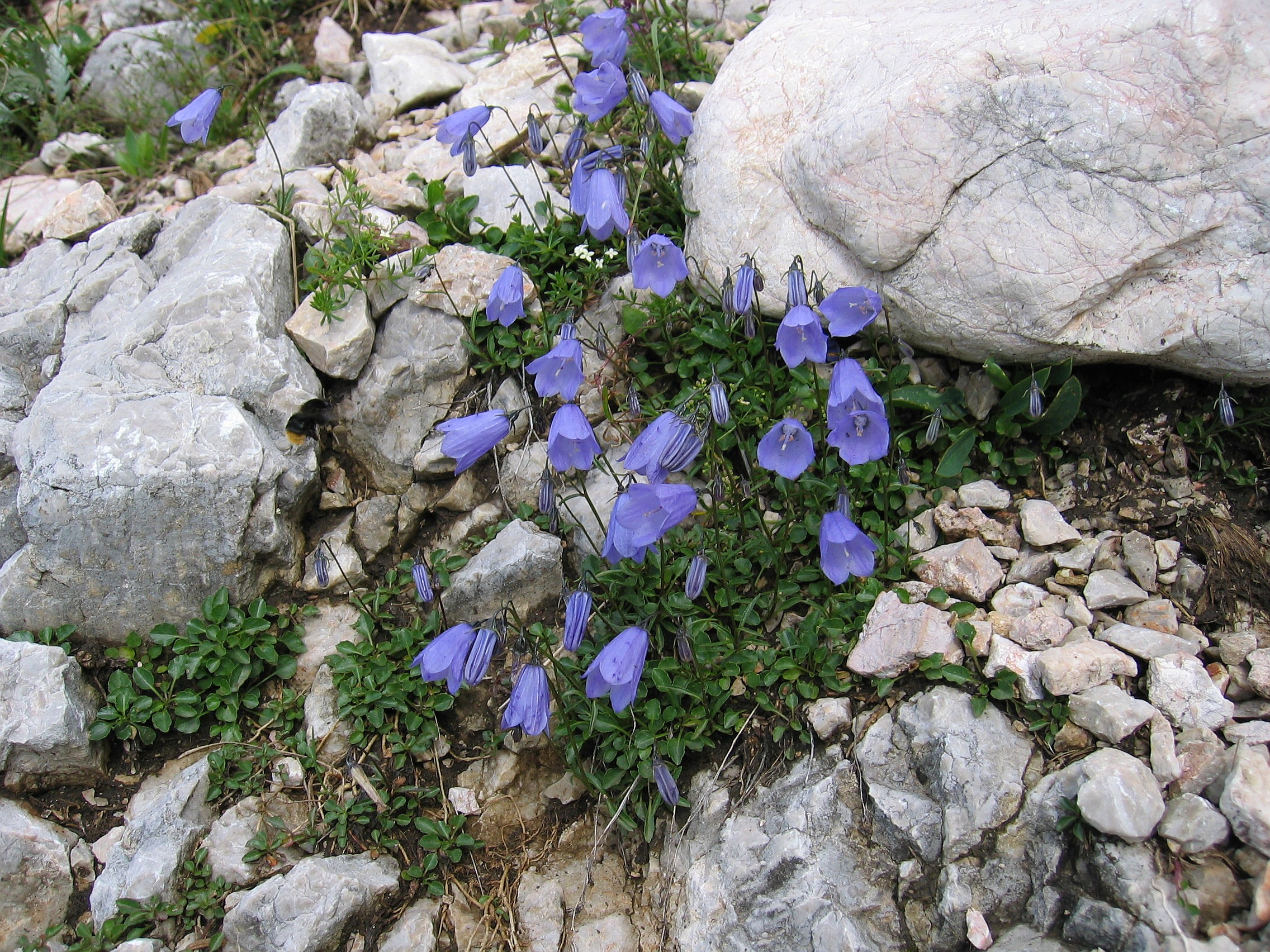
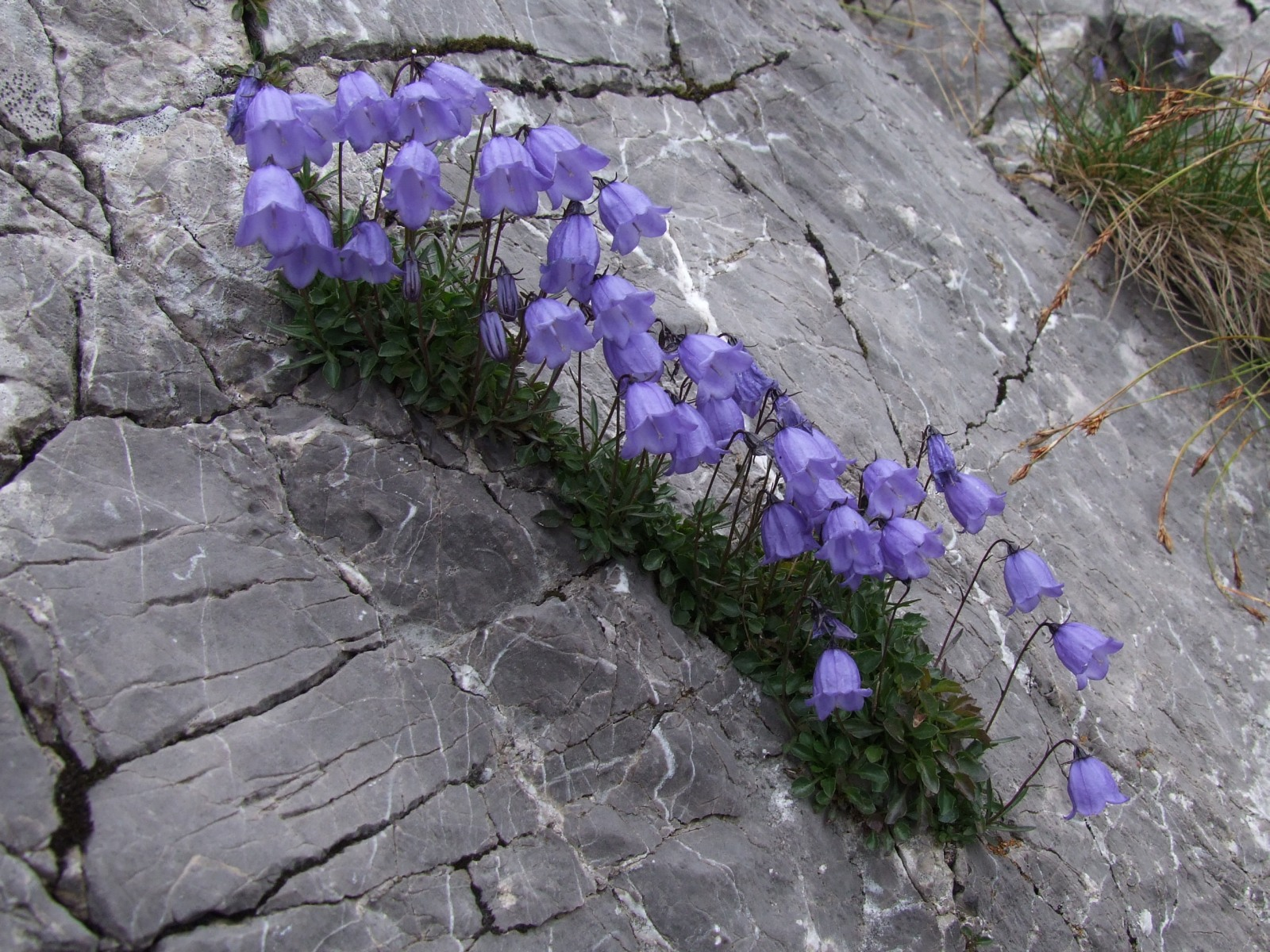
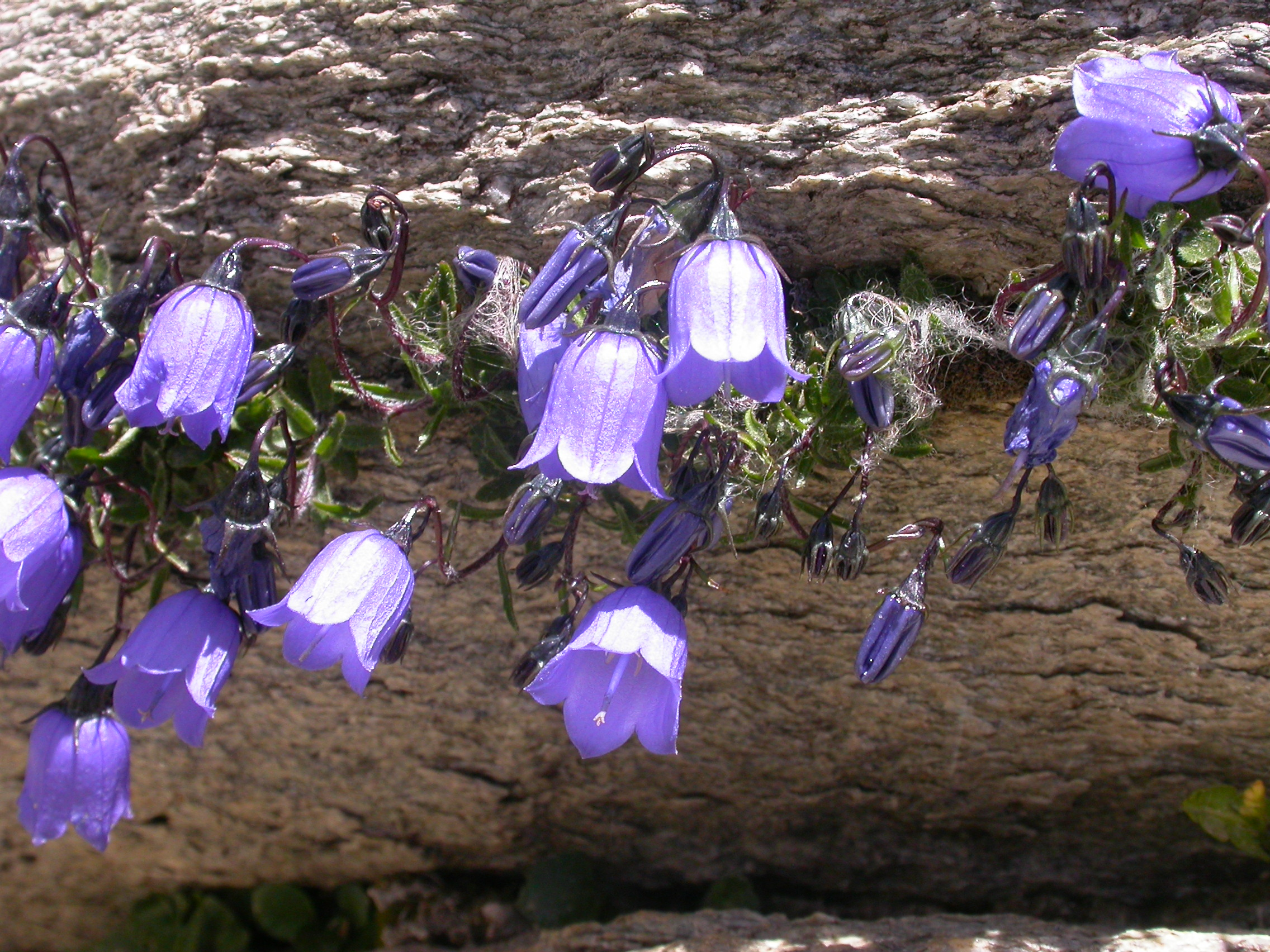
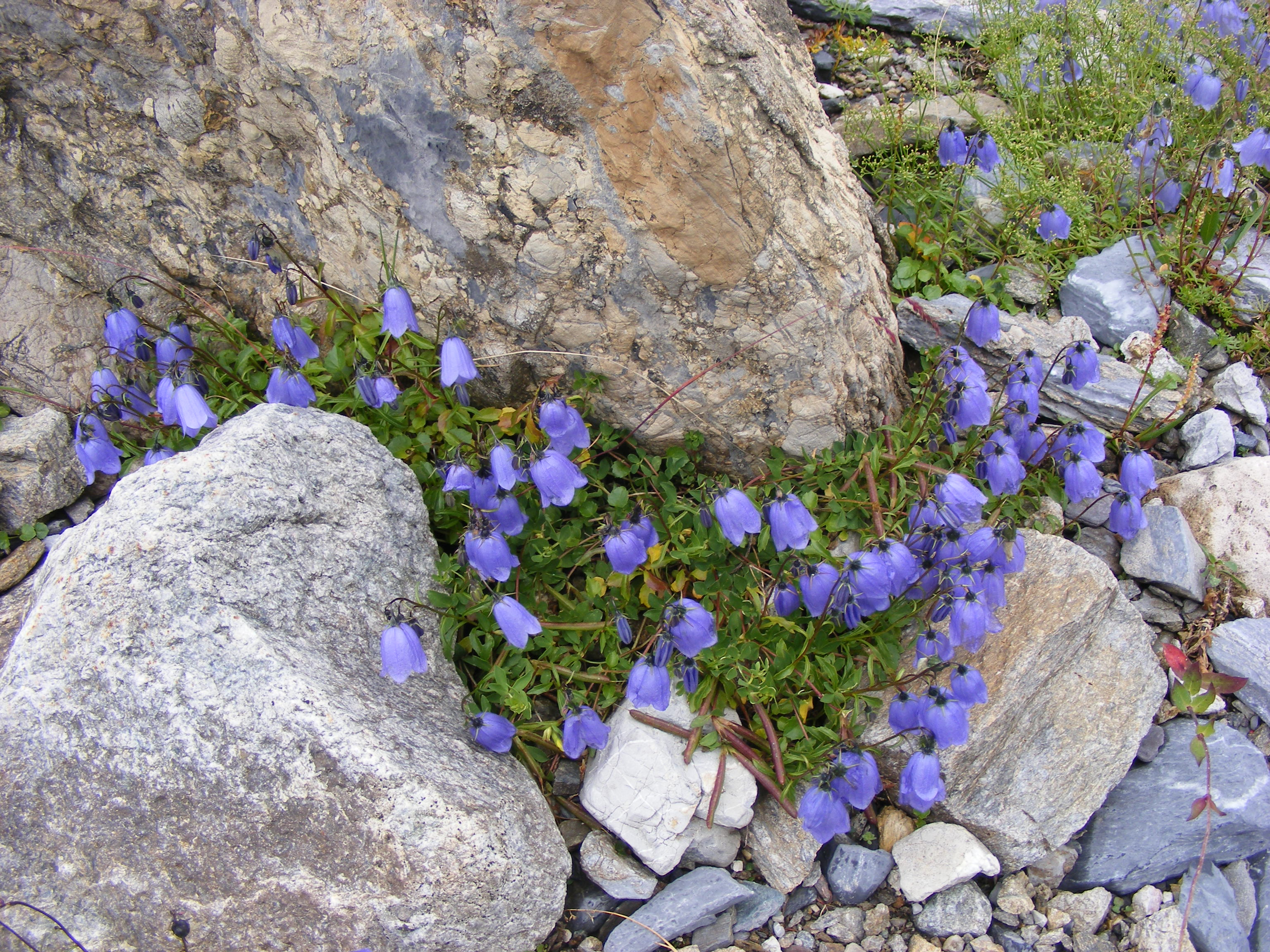